# Schweppenburg
Die Schweppenburg ist ein Schloss in der Gemarkung Niederlützingen, heute Ortsgemeinde Brohl-Lützing, im unteren Teil des Brohltals. Brohl-Lützing gehört zum Landkreis Ahrweiler in Rheinland-Pfalz.

## Geschichte
Schloss Schweppenburg wurde als Burg bereits 1365 erstmals erwähnt. Zusammen mit der heute noch arbeitenden Schweppenburger- oder Mosenmühle geriet sie als kurkölnisches Lehen im Jahre 1377 in den Besitz des Andernacher Schöffen Arnold von Schweppenburg. Sie erhielt ihre heutige Gestalt im Stil des Barocks durch einen Umbau in den Jahren 1637 bis 1639 unter Bertram von Metternich. Die alte wehrhafte Burganlage, die bis dahin noch als Wirtschaftsgebäude gedient hatte, wurde im Jahr 1785 niedergelegt. Seit 1716 befindet sich das Schloss durch Kaufvertrag im Besitz eines Zweiges der Kölner Patrizier-Familie von Geyr (in Köln auch Gir), der sich dann nach der Burg von Geyr zu Schweppenburg nannte.

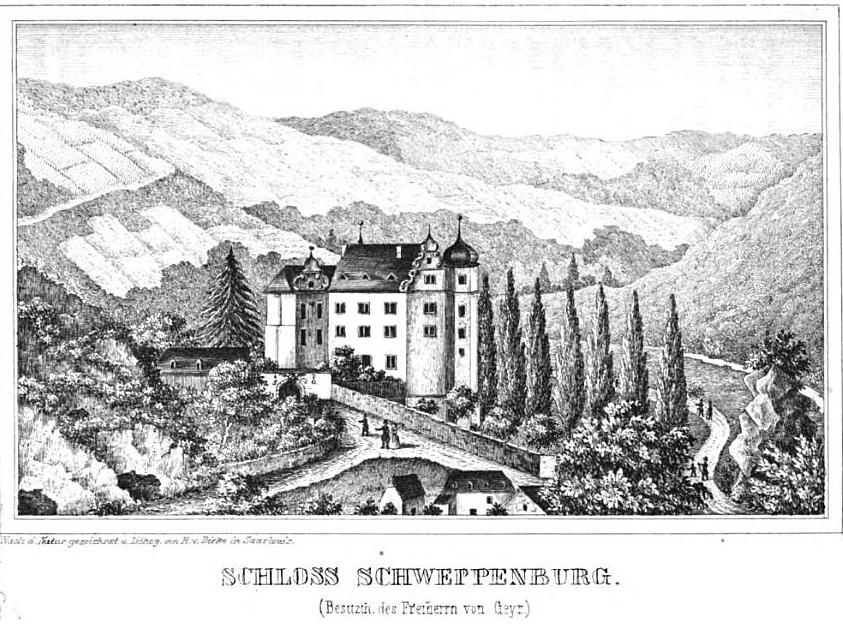
Schloss Schweppenburg 1852 – Lithographie von H. v. Dirks
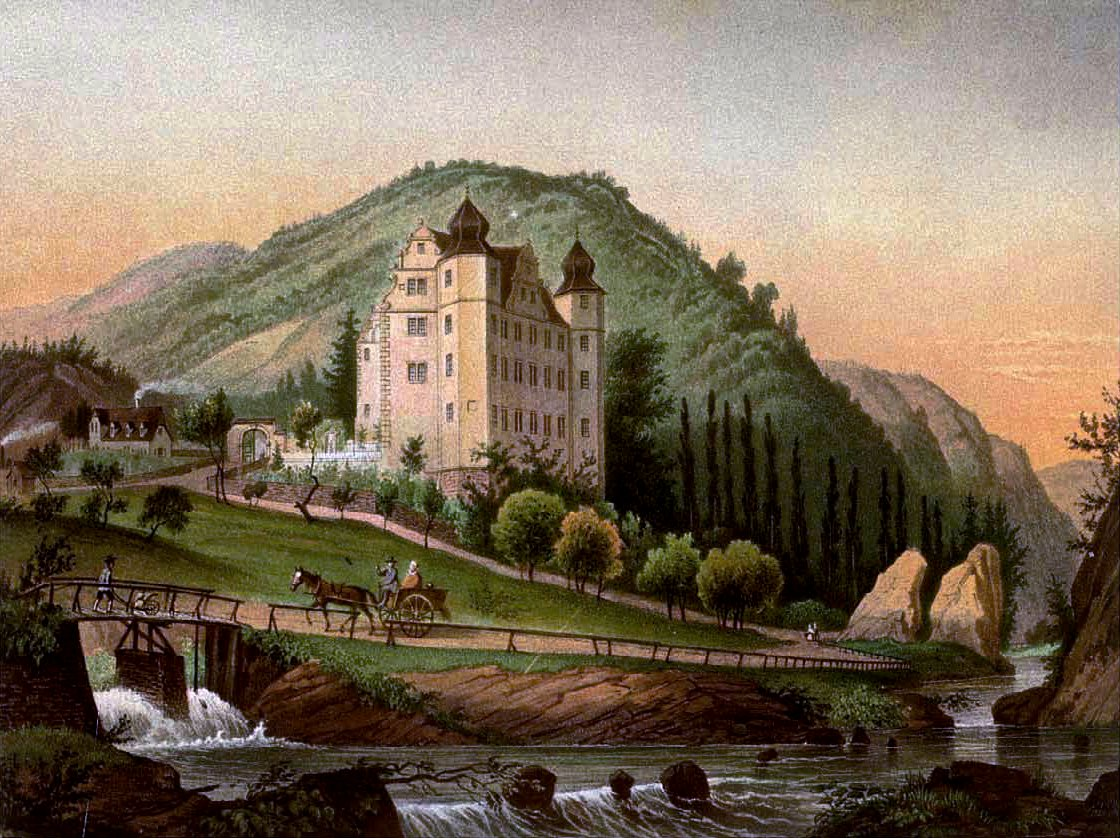
Schloss Schweppenburg ca. 1870 – Sammlung Alexander Duncker
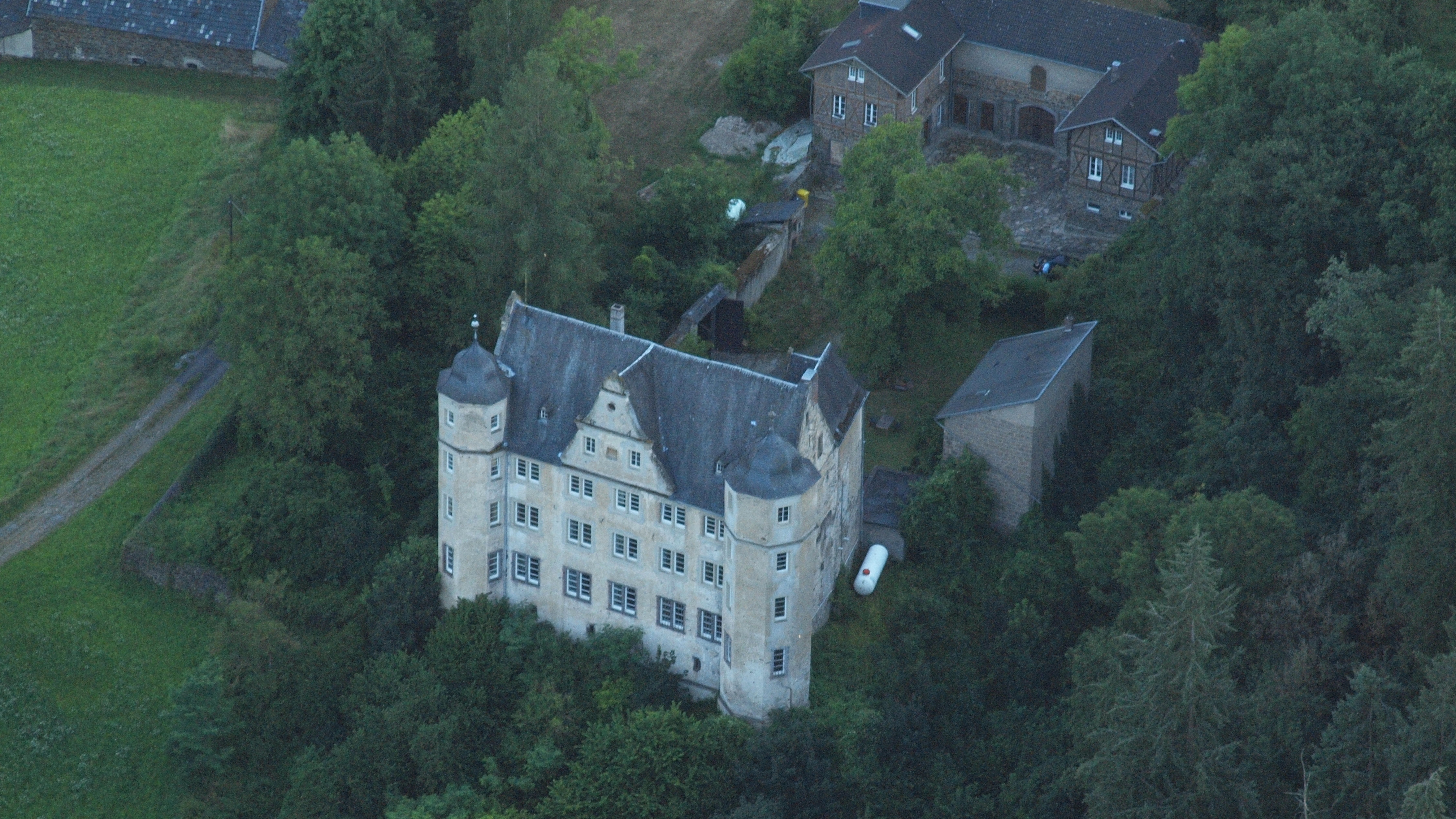
Schloss Schweppenburg im Brohltal